# Молла Зейналабдин Сагери
Молла Зейналабдин Сагери (азерб. Molla Zeynalabdin Sağəri; 1791—1854) — азербайджанский поэт.Писал под псевдонимом Сагери. 

## Жизнь
Молла Зейналабдин родился в 1791 году, начальное образование дал ему отец, а  затем он обучился в медресе. Отец Зейналабдина Молла Садиг и дедушка Мирза Магомед были известными религиозными деятелями Карабаха. Он самого детства слушал чтение Корана и воспитывался под воздействием религиозных деятелей своего времени и очень рано выучил Коран.
Наряду с религиозной литературой, он увлекся музыкой и поэзией. Штудировал работы Сади, Хафиза, Низами, Физули, Вагифа и других известных поэтов и мыслителей Востока. Именно тогда и пробудилась в нем любовь и тяга к творчеству. Его проба пера состоялась еще во время обучения в медресе.
Посвятивший с юности свою жизнь религиозной деятельности, Ахунд Молла Зейналабдин ровно сорок лет преподавал арабский язык, проповедовал исламские ценности, обучал Корану. Как знаток музыки, он вместе со своим другом Харрат Кулу часто выступал  организатором музыкальных мероприятий в Шуше. Привлекал для участия в них талантливую молодежь.
Молла Зейналабдин писал лирические стихи под псевдонимом "Сагери" (Sağəri). Сеид Азим Ширвани в составленном им антологии поэтов, пишем о нем и публикует одно его стихотворение. Сам же Сагери считал себя последователем литературной школы Физули. Все его стихи написаны под воздействием стиля этого направления.
Мир Мовсум Навваб в своем тезкире – литературном сборнике («Тезкиреи-Навваб») отмечает, что Молла Зейналабдин Сагери автор двух диванов (сборника стихов) на азербайджанском и фарси, что его газели, гасиды, рубаи и другие стихотворения  перевалили за тысячу. Примечательно, что газели состояли из семи куплетов.  Малая часть литературного наследия Сагери дошла до наших дней.
Поэт умер в 1854 году.

## Творчество
Поэт Молла Зейналабдин Сагери Гарабаги, живший и творивший в XIX веке в городе Шуша, был одним из одаренных, талантливых продолжателей школы великого Физули.